# Potrerillos, Catorce
Potrerillos är en ort i Mexiko.   Den ligger i kommunen Catorce och delstaten San Luis Potosí, i den centrala delen av landet, 500 km norr om huvudstaden Mexico City. Potrerillos ligger 2 304 meter över havet och antalet invånare är 152.
Terrängen runt Potrerillos är huvudsakligen kuperad, men åt sydväst är den bergig. Runt Potrerillos är det mycket glesbefolkat, med 4 invånare per kvadratkilometer. Närmaste större samhälle är Vanegas, 16,3 km nordväst om Potrerillos. Omgivningarna runt Potrerillos är i huvudsak ett öppet busklandskap.